# Zündung (Verbrennungsmotor)
Als Zündung bezeichnet man beim Verbrennungsmotor die Entflammung des verdichteten Kraftstoff-Luft-Gemisches im Brennraum des Zylinders. Bei Ottomotoren zündet ein Hochspannungsfunken an der Zündkerze das verdichtete Kraftstoff-Luft-Gemisch, beim Dieselmotor entzündet sich der Brennstoff von selbst, wenn er durch eine Düse fein verteilt in hochverdichtete, heiße Luft eingespritzt wird (Selbstzündung).
Die erste Form der Zündung war die Glührohrzündung, bei der mit einem kleinen Brenner ein Platinröhrchen im Verbrennungsraum des Zylinders zum Glühen gebracht wurde. Das führte bei der Komprimierung des Gasgemisches zur Entzündung. Diese Vorrichtung war jedoch störanfällig und nicht regulierbar.

## Arten der Zündung

### Magnetzündung
Die Magnetzündung benötigt für den Zündvorgang keinen zusätzlichen elektrischen Energiespeicher wie einen Akkumulator oder Batterie. Stattdessen wird die elektrische Energie für den Zündfunken aus einem vom Verbrennungsmotor angetriebenen elektrischen Generator gewonnen. Sie ist eine der ältesten Zündmethoden für Verbrennungsmotoren, da in der Anfangszeit der ersten Verbrennungsmotoren Ende des 19. Jahrhunderts noch keine leistungsfähigen elektrischen Energiespeicher in Form von Batterien zur Verfügung standen.
Von der Jahrhundertwende 1900 bis nach dem Ersten Weltkrieg war die Magnetzündung die Standardvariante in Kraftfahrzeugen. Dann setzte sich bei Autos die Batteriezündung durch; bei Motorrädern blieb es bis in die 1960er bei der Magnetzündung. Ab etwa Mitte der Sechziger Jahre kamen Transistorzündungen auf, die zunächst noch mit einem Unterbrecher angesteuert wurden. Über diesen floss nun nicht mehr der gesamte Strom der Primärwicklung der Zündspule, sondern lediglich ein kleiner Steuerstrom. Später wurde der Unterbrecher durch einen kontaktlosen Sensor ("Totpunktgeber") ersetzt und damit die Zündanlage komplett wartungsfrei. Die Zündelektronik einer elektronischen Zündung ersetzt aber in ihrer einfacheren Form nur den Unterbrecher, in der etwas weiterentwickelten Form übernimmt sie auch die Funktion des Zündverteilers. Elektronische Zündungen sind daher im Prinzip Batteriezündungen oder Magnetzündungen – je nachdem ob die Zündspule von einer Batterie versorgt oder der Zündstrom vom Magneten in der Zündspule erzeugt wird.
In Anwendungen ohne eigene Stromversorgung wie Rasenmäher, Mofa und bei Flugmotoren findet die Magnetzündung nach wie vor Verwendung.

### Batteriezündung

Prinzipschaltungen der Batteriezündung mit Zündspule und Unterbrecherkontakt

Die Zündspannung wird in der Zündspule wie bei der Magnetzündung durch Selbstinduktion erzeugt. Der Strom für die Zündspule kommt im Gegensatz zur Schwunglichtmagnetzündung jedoch aus dem Bordakku. Dazu fließt ein Strom durch die Primärwicklung der Zündspule, der durch einen mechanischen Unterbrecherkontakt kurz unterbrochen wird. In dem kurzen Moment, in dem die elektrische Spannung in der Primärwicklung der Zündspule zusammenbricht, entsteht eine Magnetfeldänderung, die in der Sekundärwicklung der Zündspule eine hohe Spannung induziert. Diese wird mit einem Kabel zu einer Zündkerze übertragen, an welcher ein Funke entsteht, der das Gasgemisch (aus Benzin und Luft) entflammt.
Parallel zum Kontakt ist ein Zündkondensator (meist 0,22 µF) geschaltet, der einerseits den Abbrand durch den Lichtbogen an den Unterbrecherkontakten verringert und andererseits mit der Primärspule einen Schwingkreis bildet, der die gleiche Resonanzfrequenz wie die Sekundärspule hat. Auf diese Weise wird die Energieübertragung vom Primär- auf den Sekundärkreis verbessert.
Bei Motoren mit mehreren Zylindern gibt es unterschiedliche Möglichkeiten, die einzelnen Zündkerzen anzusteuern: Im einfachsten Fall, bei Zweizylindermotoren, sind die Zündkerzen hintereinander geschaltet und zünden gleichzeitig. Einer der beiden Funken trifft auf das Ende des Auspufftakts und hat keine Wirkung (Wasted Spark). Bei Mehrzylindermotoren wurden sonst Zündverteiler eingebaut, die die Hochspannung der Sekundärwicklung der Zündspule wahlweise auf eine der Zündkerzen leiteten. Dazu hat der Zündverteiler einen rotierenden Kontakt, den Verteilerfinger, der nacheinander dicht an Kontakten vorbeifährt, die über die Zündkabel mit den Zündkerzen verbunden sind. Bei jeder Zündung muss der Zündunterbrecher einmal den Stromfluss zur Primärwicklung der Zündspule unterbrechen, damit der Zündstrom vom rotierenden Finger am Kontakt in der Verteilerkappe und an der Zündkerze einen Funken erzeugen kann. Am aufwändigsten ist die Verwendung einer eigenen Zündanlage für jeden Zylinder, also bestehend aus Unterbrecherkontakt, Zündspule und Zündkerze. Bei modernen Motoren verbreitet sind ruhende Zündungen, bei denen der Unterbrecher als eine elektronische Schaltung ausgeführt ist und je eine  Zündspule jeweils zwei Zündkerzen speist. Ein Sensor am Schwungrad misst den Kurbelwinkel, sein Signal wird von einem Steuerrechner verarbeitet.
Bei älteren Fahrzeugen muss regelmäßig die Zündung eingestellt werden. Das erfordert etwas Geschick: Der Zündfunke an der Zündkerze entsteht, wenn der Zündkontakt geöffnet wird (Selbstinduktion). Bei der Einstellung des Zündzeitpunktes kann eine über den Unterbrecherkontakt angeschlossene kleine Meldelampe helfen. Zunächst wird der Zündkontaktabstand eingestellt und dann der Zündzeitpunkt, da umgekehrt der zunächst eingestellte Zündzeitpunkt durch eine nachträgliche Änderung des Kontaktabstands wieder verstellt würde.
Wichtig für die Funktion der Zündanlage ist der korrekte Zündkontaktabstand, der sich direkt auf den Schließwinkel auswirkt: Ein zu großer Kontaktabstand führt zu einem zu schwachen Magnetfeld (zu kurze Zeit zum Stromaufbau) und in der Folge insbesondere bei höheren Drehzahlen zu einem zu schwachen Zündfunken. Ein zu kleiner Kontaktabstand führt zu erhöhtem Abbrand des Unterbrecherkontakts, da durch das bei sich öffnendem Kontakt zusammenbrechende Magnetfeld der Strom auch dort weiterfließen kann (der Kontakt öffnet zu langsam). Hier hilft dann auch der Zündkondensator zur Funkenunterdrückung nur begrenzt – die Kontakte brennen schneller ab als üblich.
Die dynamische Einstellung des Zündzeitpunktes (Funktion der Fliehkraft-Verstellung des Zündzeitpunktes) wird mit einem Stroboskop vorgenommen, das induktiv über das Zündkabel des ersten Zylinders getriggert wird. Damit kann man die an der Motorwelle angebrachten Markierungen beobachten.

### Transistorzündanlagen (TSZ-h/TSZ-i/TSZ-k)
Die Transistor-Spulenzündanlage (TSZ) funktioniert im Prinzip wie die Unterbrecherzündung mit Fliehkraft- und Unterdruckverstellung. Der Unterbrecherkontakt ist als verschleißender Schalter durch einen Leistungstransistor mit hohem Strom für mehr Zündenergie ersetzt, der belastete Kondensator gegen den Kontaktabbrand entfällt. Das Zündsignal kommt meist von einem Geber, entweder dem Hallsensor (TSZ-h) oder einem Induktivgeber (TSZ-i). Ältere Transistorzündanlagen mit Vorwiderstand schalteten durch einen unbelasteten mechanischen Unterbrecherkontakt (TSZ-k) stets exakt. 
Transistorzündanlagen kamen im Automobilbau ab Ende der 1960er Jahre auf. Dennoch wurden in den 1970er Jahren weiterhin vorwiegend Unterbrecherzündanlagen verwendet, die kostengünstig herzustellen waren und im Laufe der Zeit auch einen hohen technologischen Reifegrad und bei regelmäßiger Wartung gute Zuverlässigkeit erreicht hatten. Erst das verstärkt einsetzende Umweltbewusstsein brachte um 1980 den Durchbruch für Transistorzündanlagen. Der stets exakte Zündzeitpunkt und die größere Funkenenergie gestatteten es, ein besseres Abgasverhalten der Motoren und einen möglichst mageren Betrieb zu gewährleisten. Hinzu kamen die vorgezeichneten Entwicklungsperspektiven der fortschreitenden Mikroelektronik, die eine Kombination mit der elektronischen Einspritzung wie der L-Jetronic zu einer elektronischen Motorsteuerung wie der Motronic ermöglichten. Verglichen mit der parallel verbreiteten Hochspannungskondensatorzündung hatte die Spulenzündung den Vorteil einer wesentlich längeren Funkendauer.
Die Babetta war 1970 das erste Zweirad mit Transistorzündanlage.

### Elektronische Zündanlage (EZ)

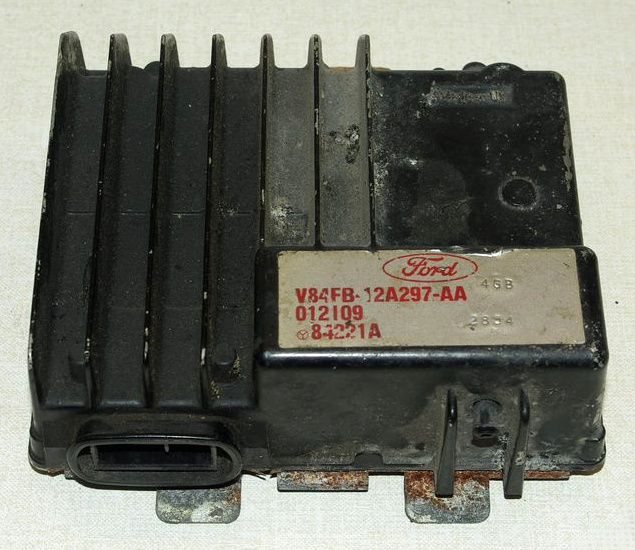
Zündrechner Ford Fiesta XR2 von 1985 (ESC-1, electronic spark control)

Die elektronische Zündanlage basiert meist ebenfalls auf einer Transistorspulenzündung, bei der jedoch ein Mikrocomputer den Zündzeitpunkt aufgrund der fest abgespeicherten Werte eines Zündkennfeldes errechnet. Das kann durch ein zentrales Motorsteuergerät wie bei der Motronic erfolgen, es sind aber auch Varianten mit separatem Einspritzsystem oder mit Vergaser möglich. Einige Hersteller bezeichneten auch Zündanlagen als elektronische Zündung, bei denen kein Kennfeld durch einen Mikrocomputer verarbeitet wird. Der Begriff ist daher nicht immer eindeutig.

### Vollelektronische Zündanlage (VEZ)
Die VEZ ist eine elektronische Zündanlage, bei der auch der rotierende Verteiler durch Elektronik ersetzt wurde (als ruhende Zündverteilung bezeichnet)
Vorteile:
- Höhere Betriebssicherheit durch wenige Hochspannung führende Verbindungen
- Verschleißfrei durch Verzicht auf bewegliche (rotierende) Teile
- Geringere Funkstörungen, da keine Funken außerhalb des Verbrennungsraumes entstehen

Nachteile:
- Höherer Integrationsaufwand, weniger Standardbauteile, oft motorspezifische Herstellung der Bauteile

Die VEZ verarbeitet wie auch die EZ die Signale von zwei bis vier Sensoren:
- Motorlast
- Motordrehzahl
- Motortemperatur (optional)
- Klopfsensor (optional)

Man unterscheidet zwei Arten von Zündspulen, mit denen eine VEZ ausgestattet sein kann:

#### Einzelfunkenspule
Jeder Zylinder hat seine eigene Zündspule, die vom Steuergerät bzw. vom ECM (Electronic Control Modul) angesteuert und geregelt wird.

#### Doppelfunkenspule

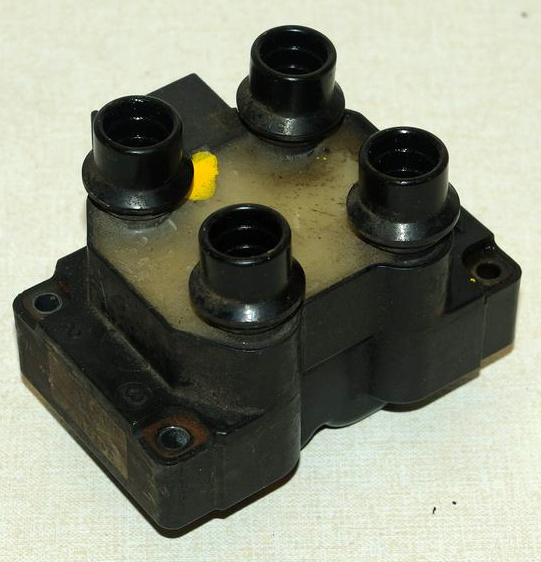
Ford-Doppelfunkenzündspulen, 1. Generation

Von einer sogenannten Doppelfunkenspule werden zwei Zylinder, deren Zündabstand 360° beträgt, gleichzeitig mit Zündfunken versorgt. Der eine Funke zündet das Kraftstoff-Luft-Gemisch in einem Zylinder am Ende des Verdichtungstaktes, der andere im parallel laufenden Zylinder am Ende des Auspufftaktes heißt „Stützfunke“. Doppelfunkenspulen sind nicht wie herkömmliche Zündspulen als Spartransformator ausgeführt, sondern haben getrennte Primär- und Sekundärwicklungen, die Zündkerzen sind in Reihe geschaltet.

#### Steuerung

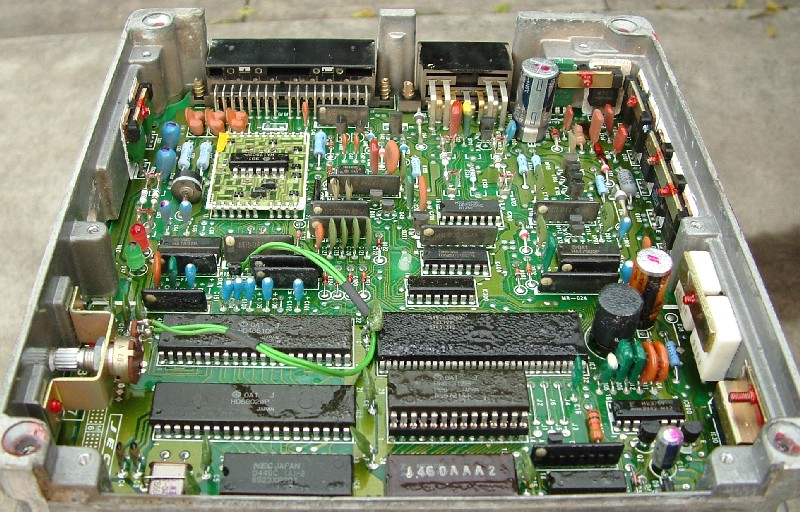
Leiterplatte einer ECM, elektronische Steuereinheit

Die elektronische Steuerung, englisch Engine Control Module, ECM, arbeitet mit einem Festwertspeicher wie einem EEPROM (Electrically Erasable Programmable Read Only Memory) oder Flashspeicher. Bis in die 1990er-Jahre waren EPROMs (Erasable Programmable Read Only Memory) gebräuchlich, die nur umständlich umprogrammiert werden konnten. Bei der Verwendung von Flashspeicher und EEPROM kann das ECM im geschlossenen Zustand umprogrammiert werden. Die analogen Signale, zum Beispiel vom Kühlflüssigkeitstemperatursensor, werden im ECM mit Analog-Digital-Wandlern in digitale Signale umgewandelt, damit der Mikroprozessor sie verarbeiten kann. Das Zündkennfeld im Mikroprozessor wird in der Regel nach folgenden Kriterien abgestimmt:
- Verbrauchsminderung
- Schadstoffreduzierung
- Drehmomenterhöhung bei niedriger Drehzahl
- Leistungserhöhung
- Verbesserung der Laufkultur des Motors
- Verbaute Teile, je nach Zulieferer

In allen Betriebszuständen, wie Start, Volllast, Teillast, Schubbetrieb können Zündwinkelkorrekturen vorgenommen werden, wenn äußere Einflussgrößen (zum Beispiel Motortemperatur, Ansauglufttemperatur, Batteriespannung) es erfordern.
Weitere im ECM integrierte Zusatzfunktionen sind zum Beispiel:
- Leerlaufdrehzahlregelung
- Drehzahlbegrenzung (variabel verschiebbar)
- Klopfregelung
- Notlaufprogramm
- Sensorüberwachung
- Eigendiagnose

Das früher eigenständige Steuergerät ist heute meist in einem kombinierten Zünd- und Einspritzsteuergerät integriert, dadurch steht es mit allen anderen elektronischen Komponenten im Auto in Verbindung.

### Hochspannungskondensatorzündung (HKZ), Thyristorzündung
Die Hochspannungskondensatorzündung (HKZ), auch als Thyristorzündung oder englisch Capacitor Discharging Ignition (CDI) bezeichnet, verwendet einen Kondensator, der auf eine Gleichspannung von ca. 500 V aufgeladen und bei Zündung schlagartig über den Zündtransformator zu den Zündkerzen entladen wird. Als wesentliches Kriterium erfolgt die Energiespeicherung für die Zündung nicht in einer Zündspule, sondern in dem namensgebenden Kondensator.

### Laserzündung
Die Laserzündung ist ein Zündsystem, bei dem die Verbrennung durch einen fokussierten Laserstrahl ausgelöst wird. Im Brennpunkt des Laserstrahls wird durch Ionisation ein Plasma mit einer Kerntemperatur von über 10.000 Kelvin erzeugt. Die hohe Temperatur sowie eine mit Überschallgeschwindigkeit vom Plasmakern ausgehende Druckwelle entzündet das Gemisch.
Vorteil der Laserzündung ist unter anderem die freie Wahl des Zündortes; eine wandferne Zündung mit ihren Vorteilen bei Verschleiß und Verbrennungseffizienz lässt sich so leicht herstellen. Durch die hohe Zündenergie kann die Laserzündung im Gegensatz zur Funkenzündung auch sehr magere Gemische zünden.
Realisiert wurde die Laserzündung beispielsweise in einem Einzylinder-Versuchsmotor der TU Wien. Einige der großen Hürden für die Anwendung in Fahrzeugen sind Baugröße, Preis und Energiebedarf der Laserzündung. In einer Kooperation von CTR und AVL List wird eine Laserzündkerze entwickelt, die für mobile Anwendungen geeignet ist.
Insgesamt muss festgestellt werden, dass die Laserzündung sich noch im Forschungsstadium befindet.

### Doppelzündung
Doppelzündung in Verbindung mit Ottomotoren bedeutet, dass je Zylinder zwei Zündkerzen eingesetzt werden.

## Entstörung
Die Zündfunken erzeugen hochfrequente Störimpulse, die unterdrückt werden müssen.
Dazu gibt es folgende Maßnahmen:
- Die Zündkerzenstecker oder die Zündkerzen enthalten einen eingebauten Entstörwiderstand von ca. 5 kΩ. Er begrenzt den Maximalstrom, die Stromanstiegsgeschwindigkeit und damit auch die erzeugte Störstrahlung.
- Die Zündkabel werden möglichst nahe am Motorblock verlegt.
- Der Zündverteiler erhält eine abschirmende Metallkappe.
- Komplette Abschirmung der Zündung (Kerzenstecker, Kabel, Zündverteiler)
- Zündkondensatoren über den Unterbrecherkontakten (sind für die Funktion erforderlich, vermindern jedoch auch die Störungen)
- Stützkondensatoren gegen Masse im Zünd-Versorgungsstromkreis; sie verhindern die Ausbreitung von Störungen im Bordnetz.

Man unterscheidet bei der Entstörung zwei Entstörklassen: Die gesetzlich für alle Kfz vorgeschriebene Fernentstörung und die nicht gesetzlich vorgeschriebene Nahentstörung.
Ziel der Fernentstörung ist die Herabsetzung der Störfeldstärke zum Schutz des Rundfunk- und Fernsehempfangs in der Umgebung des Kfz (gesetzlich vorgeschrieben sind mindestens 5 kΩ pro Zündkreis). 15 kΩ pro Zündkreis sollte nicht überschritten werden, da sonst der Zündfunke zu sehr geschwächt wird.
Die Nahentstörung bei Fahrzeugen mit eingebauten Rundfunkempfangsgeräten umfasst nicht nur einen ggf. höheren Entstörwiderstand, sondern insbesondere Abblockkondensatoren im Primär-Zündkreis. Oft muss die Audiotechnik im Auto durch zusätzliche Filter geschützt werden, um auch die Störungen der Lichtmaschine zu unterdrücken.

### Zündzeitpunkt
Für eine effiziente Kraftentfaltung bei geringstmöglichem Kraftstoffeinsatz ist der Zündzeitpunkt so festzulegen, dass der höchste Verbrennungsdruck bei allen Drehzahlen und Lastfällen etwa 10° bis 20° Kurbelwellenwinkel nach dem Oberen Totpunkt (OT) auftritt. Der Verbrennungsschwerpunkt, das ist der Zeitpunkt bei dem 50 % der eingesetzten Kraftstoffmasse verbrannt sind, liegt dann bei etwa 5° bis 8° KW nach OT. Das Kraftstoff-Luft-Gemisch muss daher schon vor dem OT gezündet werden.
Da die Verbrennungszeit des Kraftstoff-Luft-Gemisches jedoch unabhängig von der Drehzahl ca. 2 ms beträgt, muss der Zeitpunkt der Zündung mit zunehmender Motordrehzahl immer weiter vor dem OT liegen.
Ist der Zündzeitpunkt zu früh eingestellt, können unkontrollierte Verbrennungsvorgänge mit hohen Druck- und Temperaturspitzen auftreten. Bei dieser klopfenden Verbrennung werden die Motorenbauteile, die den Brennraum bilden – Kolben und Zylinderkopf – sehr hoch mechanisch beansprucht, was zur Zerstörung des Motors führen kann. Außerdem verschlechtert sich die Abgaszusammensetzung und es entstehen Leistungsverluste. Diese Zusammenhänge lassen sich jedoch nicht verallgemeinern, da sie noch von anderen Parametern abhängen. So sind auch die Gemischzusammensetzung (zu fettes oder mageres Gemisch), die Brennraumform und die Zündkerzenlage im Brennraum entscheidend für die Klopfneigung des Motors.
Ist der Zündzeitpunkt zu spät gewählt, hat sich der Kolben schon weit in Richtung unterer Totpunkt bewegt, bevor das Kraftstoff-Luft-Gemisch vollständig verbrannt ist. Mehr Energie aus dem eingesetzten Kraftstoff geht mit den Abgasen verloren. Die Temperatur des Gases im Zylinder ist noch sehr hoch, wenn das Auslassventil öffnet. Die Folgen sind: Schlechter Wirkungsgrad, höherer Kraftstoffverbrauch, Überhitzungsprobleme, evtl. Zerstörung des Motors.
Mit einem Mikroprozessor-Rechner kann der Zündzeitpunkt durch ein Zündkennfeld besser an den Betriebszustand des Motors angepasst werden. Dieses Zündkennfeld wird oft durch sogenanntes Chiptuning zugunsten von mehr Leistung verändert, was meist auf Kosten von Lebensdauer, Kraftstoffverbrauch und Umweltverträglichkeit geht.

## Starthilfen, Zündhilfen

### Ottomotoren
Starthilfe für einen Ottomotor bei niedriger Außentemperatur und kaltem Motor kann daraus bestehen, besondere, leichtflüchtige Kohlenwasserstoffe in den Luftfilter zu sprühen, damit insbesondere Vergasermotoren ausreichend verdunsteten Brennstoff im Zylinder haben, wenn die Zündkerze funkt.
Modellbaumotoren können mit einem Glühstift ausgerüstet sein, der vor dem Start elektrisch beheizt zum Glühen kommt und später im Betrieb mit schwankender Temperatur am Glühen bleibt.
Nicht zu verwechseln mit der Art Starthilfe, bei der ein Kfz mit zu schwacher Starterbatterie mit Strom über ein Starthilfekabel, von einem anderen Kfz oder einer anderen Stromquelle ersatzweise während des Startvorgangs mit Strom versorgt wird.

### Dieselmotoren
Zumindest an den Jenbacher (Einzylinder-)Motoren JW 8 und JW 15 mit 8 bzw. 15 PS und etwa 1,5 Liter Hubraum gab es einen von der Seite in den Brennraum ragenden Stift, in dessen rohrförmiges Ende eine Lunte gesteckt wurde, die entweder selbst schon beim Einschrauben des Fingers glimmte oder eine Zündhilfe aus weißen Fasern in Röllchenform, ein Stück grau oder rot getränkt. Im Kompressionstakt erhitzt sich das Kraftstoff-Luft-Gemisch, dessen Zündung durch die Lunte gefördert wird.
"Zündfix-Diesel-Selbstzünder" ist eine Starthilfe/Lunte/Zündlunte für das Anlassen von Diesel- oder Rohölmotoren ohne elektrische Vorglühanlage. Zündfix gibt es mit 4, 5, 6, 7 und 8 mm Nenndurchmesser; die 7-mm-Version ist etwa 30 mm lang, faserig und weiß und an einem Ende etwa 7 mm weit rot imprägniert. Es kommt zu 100 Röllchen in einer Blechdose, die vor Nasswerden schützt.
Das fasrige Röllchen wird mit dem hellen Ende klemmend in die Hülse des "Zündschlüssels" eingesetzt, dieser wird in den Motor eingeschraubt und muss fest angezogen werden, um zu dichten. Beim Andrehen des Motors beginnt dieser Einsatz durch Erhitzen schon zu glimmen oder zu brennen, bevor sich noch das Kraftstoff-Luft-Gemisch von selbst entzünden würde. Das Selbstentzünden der Starthilfe zündet das Kraftstoff-Luft-Gemisch zuverlässig auch dann, wenn der Motor noch kalt ist.
Alternativ gibt es das (Not-)Verfahren, einen Holzspan in den "Zündschlüssel" zu stecken, die Flamme des Holzstücks abbrennen zu lassen und wenn es nur mehr am verkohlten Ende glimmt, den Zündschlüssel in den Zylinder einzusetzen. Das kurze Weiterglimmen der Holzkohle im Zylinder bildet vorübergehend eine gute Zündquelle für das Kraftstoff-Luft-Gemisch.

## Fachliteratur

### Fachbücher
- Karl-Heinz Dietsche, Thomas Jäger, Robert Bosch GmbH: Kraftfahrtechnisches Taschenbuch. 25. Auflage. Friedr. Vieweg & Sohn Verlag, Wiesbaden, 2003, ISBN 3-528-23876-3
- Jürgen Kasedorf, Richard Koch: Service-Fibel für die Kfz-Elektrik. Eine Einführung in die Kraftfahrzeug-Elektrik. 14. überarbeitete Auflage. Vogel Buchverlag, Würzburg 2001, ISBN 3-8023-1881-1, (Vogel-Fachbuch: Service-Fibel)
- Rudolf Hüppen, Dieter Korp: Autoelektrik. Zündung, Batterie, Lichtmaschine, Anlasser, Instrumente, Geräte, Beleuchtung. 7. Auflage. Motorbuchverlag, Stuttgart 1972, ISBN 3-87943-059-4, (Jetzt helfe ich mir selbst 20)

### Fachbroschüren
- Bosch: Technische Unterrichtung Funkentstörung. 1. Ausgabe, Robert Bosch GmbH, Stuttgart, 1978, VDT-U 1/2 DE
- Bosch: Technische Unterrichtung Schaltzeichen und Schaltpläne der Kraftfahrzeugelektrik. 2. Ausgabe, Robert Bosch GmbH, Stuttgart, 1974, VDT-UBE 001/10